# Bill Mensch
William David Jr. Mensch (Quakertown, 9 febbraio 1945) è un ingegnere statunitense.
È il fondatore, presidente ed amministratore delegato di Western Design Center (WDC), con sede a Mesa (Arizona). Prima di fondare la WDC nel 1978, ha lavorato anche in Philco-Ford, Motorola, MOS Technology e Integrated Circuit Engineering (ICE).
Mensch si è laureato all'Università di Temple (Texas) nel 1966 e si è specializzato in elettrotecnica all'Università dell'Arizona (Tucson) nel 1971. Nello stesso anno è entrato a lavorare presso la Motorola dove, insieme a Chuck Peddle, ha fatto parte del gruppo di ingegneri che hanno disegnato la CPU Motorola 6800. Nel 1974 ha seguito Peddle in MOS Technology ed insieme hanno lavorato alla realizzazione del MOS 6502. Nel 1977 ha lasciato MOS per entrare in ICE, dove è rimasto fino al 1978.
Dopo l'uscita da ICE ha fondato la WDC, che continua dal 1978 a produrre e vendere processori basati sull'architettura 65xx: il primo di essi è stato il WDC 65C02, una versione CMOS del primo 6502 (originariamente prodotto in tecnologia NMOS), seguito dal WDC 65C816, una versione a 16 bit del WDC65C02.